# Нижняя Тулымка
Нижняя Тулымка — река в России, протекает в Красновишерском районе Пермского края. Устье реки находится в 119 км по правому берегу реки Язьва. Длина реки составляет 10 км.
Исток реки находится на отрогах Северного Урала в 4 км к северо-востоку от посёлка Северный Колчим. Течёт на юг среди холмов, покрытых таёжным лесом. Течение имеет горный характер. В среднем течении на правом берегу реки посёлок Северный Колчим, ниже его река впадает в Язьву.

## Данные водного реестра
По данным государственного водного реестра России относится к Камскому бассейновому округу, водохозяйственный участок реки — Кама от водомерного поста у села Бондюг до города Березники, речной подбассейн реки — бассейны притоков Камы до впадения Белой. Речной бассейн реки — Кама.
По данным геоинформационной системы водохозяйственного районирования территории РФ, подготовленной Федеральным агентством водных ресурсов:
- Код водного объекта в государственном водном реестре — 10010100212111100005065
- Код по гидрологической изученности (ГИ) — 111100506
- Код бассейна — 10.01.01.002
- Номер тома по ГИ — 11
- Выпуск по ГИ — 1